# JR九州305系電聯車
JR九州305系電聯車是日本九州旅客鐵道公司（JR九州）自2015年2月5日起，使用在筑肥線和福岡市營地下鐵機場線直通運轉的通勤用電聯車。每編組6輛車，全部六個編組（共36輛車）依照計畫在2015年3月14日改點後投入營運。

## 设计

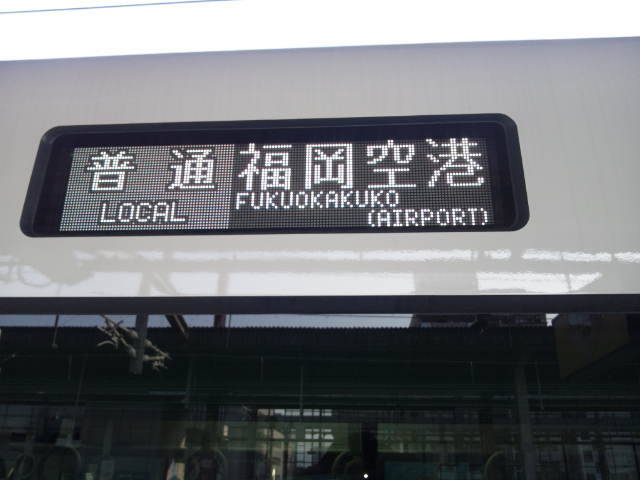
車侧的LED終點指示器

本型車由日立製作所製造，6組（36輛車）總價約為57億日元，設計總監督為水戶岡銳治。本型車設計目標在於提供更好的無障礙設計。本型車採用全封閉式永磁同步電動機（PMSM），與舊有的103系電聯車相比，可降低噪音，並減少約57％的功耗。

## 營運
本型車行駛筑肥線的西唐津和福冈地铁機場线的福岡空港站之肌，取代了旧的103-1500系列。

## 编組
305系電聯車每編組為六節车厢组成，如下所示，编号为W1至W6，編組兩端各為一輛無動力駕駛車，編組中間是4輛動力車。1號車位在列車編組之西唐津端。
| 车号              | 1       | 2         | 3         | 4           | 5           | 6       |
| ----------------- | ------- | --------- | --------- | ----------- | ----------- | ------- |
| 区分              | Tc      | M         | Mp        | M1          | M1p         | T'c     |
| 形式              | クハ305 | モハ305-0 | モハ304-0 | モハ305-100 | モハ304-100 | クハ304 |
| 重量（t）         | 29.5    | 33.0      | 30.8      | 33.0        | 30.7        | 27.3    |
| 容量（總計/座位） | 128/42  | 147/51    | 147/51    | 147/51      | 147/51      | 135/45  |

第3和第5车各有两个PS402K单臂集电弓。

## 内裝
座位為縱向長條椅，每節車廂都有空間可供輪椅或嬰兒車使用。每排座椅的座椅套設計皆不同。採用大型液晶显示屏以顯示訊息，全車使用LED照明。 第1車使用與JR九州的豪華觀光列車“七星號列車”相同的木地板，也裝有無障礙廁所。車側車門有由乘客操作開關門的按鈕，通常用於筑肥線的美咲が丘站與西唐津站之間。

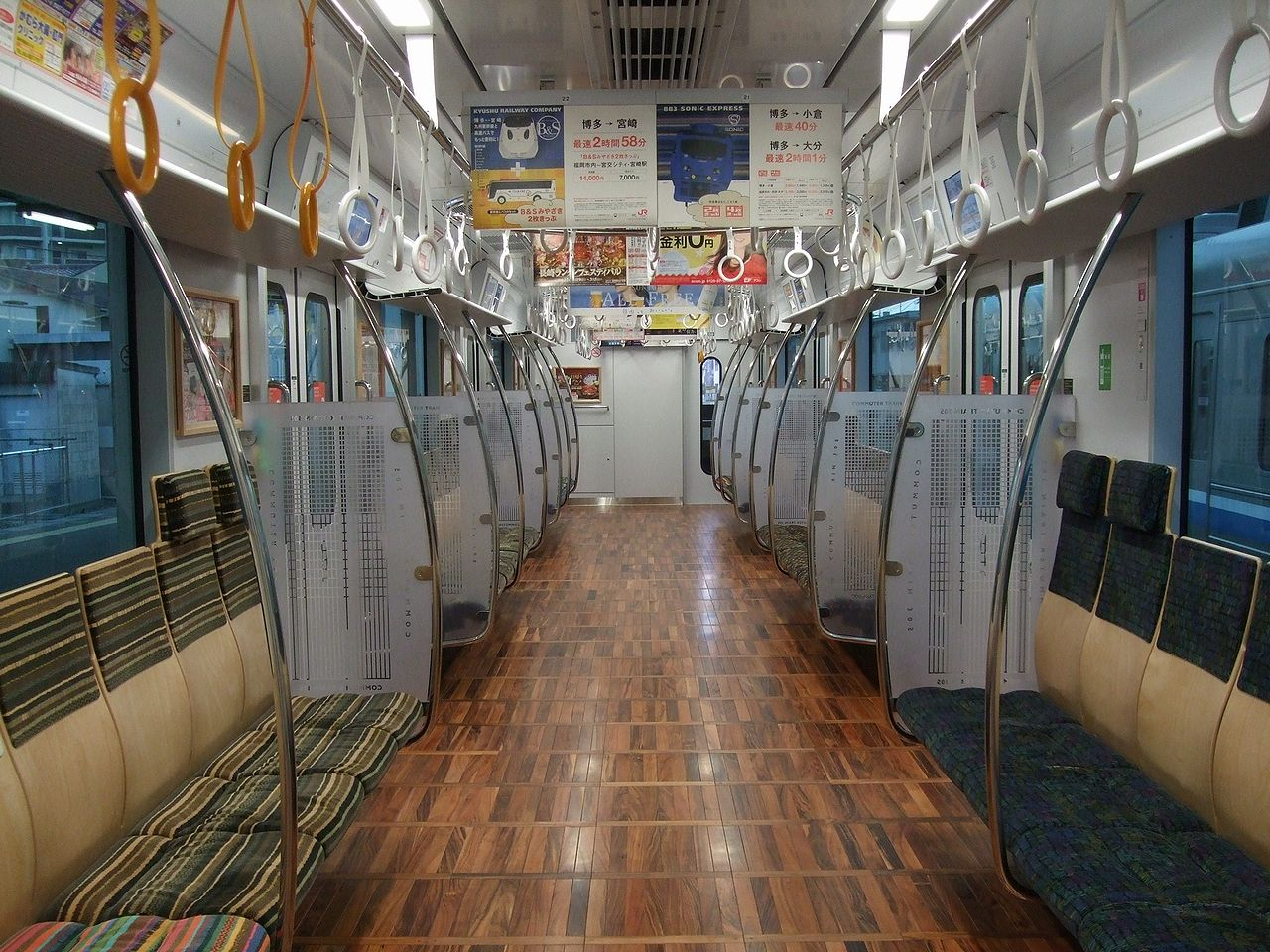
2015年2月，クハ 305-3（W3編組的第一車）的内裝，可見木地板。
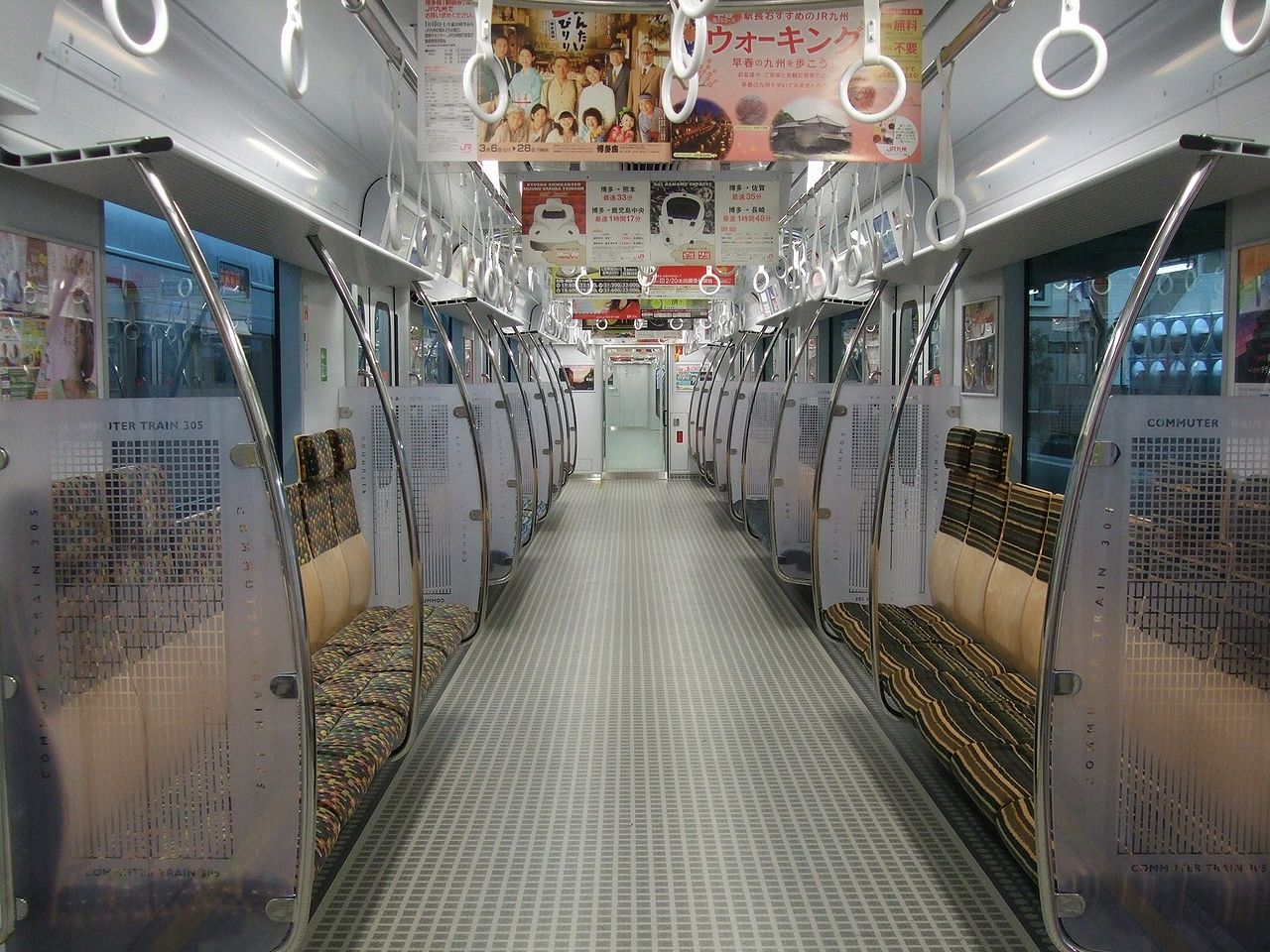
使用一般地板的モハ 305-3（W3編組的第2車）内部，2015年2月

## 歷史
第一個編組編為W1，在2014年11月由日立製作所在山口縣下松市交車給JR九州的小倉車輛基地，并于2014年12月移至唐津基地。
在2月5日正式启用之前，于2015年1月31日举行了一次特别的公开展示。

## 編組詳細資料
截至2015年10月1日，本型車共有6個編組，36輛車。
| 編組编号 | 制造商 | 交車日期       |
| -------- | ------ | -------------- |
| W1       | 日立   | 2014年12月15日 |
| W2       | 日立   | 2014年12月18日 |
| W3       | 日立   | 2015年2月9日   |
| W4       | 日立   | 2015年2月15日  |
| W5       | 日立   | 2015年2月25日  |
| W6       | 日立   | 2015年3月3日   |